# Colégio Stocco

O Colégio Stocco é uma tradicional instituição particular de ensino do ABC paulista que atende os segmentos da educação infantil, ensino fundamental e o recém-lançado ensino médio. Está situado em Santo André há quase 7 décadas, desde sua fundação no ano de 1954, pelas irmãs Alzira Stocco de Camargo Neves e Albina Stocco. Apresenta uma história na educação que permeia gerações e foi iniciada com o intuito de preparar a filha mais velha de Alzira, Sandra de Camargo Neves Sacco, para o exame de admissão do curso ginasial do Colégio Américo Brasiliense, em Santo André. É um colégio com metodologia própria, comprometido com a diversidade de ideias, com o respeito às diferentes opiniões, e que forma pessoas para atuarem de forma criativa, crítica, autônoma e responsável na sociedade. Tem quatro unidades, sendo duas na Vila Alzira dedicadas ao Ensino infantil e anos iniciais do fundamental 1, e duas no Bairro Jardim para o Ensino Fundamental 1 e 2 e uma exclusiva para o Ensino Médio, inaugurada em 2023.

## História

### O sonho
O Colégio Stocco foi fundado por duas educadoras Alzira Stocco de Camargo Neves e Albina Stocco.

Meninas interioranas, nascidas em Cordeirópolis no estado de São Paulo, percorreram as cidades de Viradouro e Rio Claro a fim de encontrar condições de levar adiante o estudo tão desejado. Nunca pensaram em possuir uma escola, mas sim em exercer o ofício de educadoras dentro de uma sala de aula.
“Quero apenas quatro paredes, lousa e carteiras... e uma turma para lecionar, isso me basta.” 
- Alzira Stocco

Amiga de Cora Coralina, Alzira, inspirava-se em seus escritos... 

“Eu sou aquela mulher a quem o tempo muito ensinou...
Ensinou a amar a vida.
Não desistir da luta.
Recomeçar na derrota
Renunciar a palavras e pensamentos negativos.
Acreditar nos valores humanos,
Ser otimista.”
- Cora Coralina

Alzira foi a fundadora principal do Colégio Stocco, mas não deixa de fora sua irmã Albina, conhecida como Dona Nena, porque acredita que tudo que é bom vem aos pares.

### Uma escola que se origina na inclusão
Após ter se tornado professora titular da rede pública da Secretaria da Educação do Estado de São Paulo, mesmo casada e com a filha Sandra com apenas três anos, assumiu classe em uma escola estadual na cidade de Presidente Epitácio, onde as barrancas do Rio Paraná em nada lhe acabrunharam. Foi nela que aprendeu que todas as gentes desejavam a Educação e que todos precisavam e podiam aprender.

	Tendo feito uso da prerrogativa legal para união de cônjuges, a Professora Alzira se removeu para a Escola Estadual Professor Gabriel Oscar de Azevedo Antunes em Santo André. 
	O ano de 1954 reserva um desafio especial à Professora Alzira e a sua filha. Era o ano que Sandra deveria se preparar para prestar o Exame de Admissão ao nível Ginasial. O objetivo era acessar uma das concorridas vagas do Ginásio Estadual Américo Brasiliense, considerado o melhor, e um dos únicos, colégios de Santo André a manter o nível secundário.
	Alzira não acreditava no individualismo, mas sim na inclusão, na interação e na colaboratividade. Unindo forças visava gerar a sinergia necessária para transpor o desafio, afinal os concorrentes de Sandra poderiam se tornar aliados de estudo.
	Além de Sandra, seis outros estudantes foram chamados por Dona Alzira a se agregarem ao grupo que seria preparado.
	A irmã de Alzira, Professora Albina, conhecida como Nena, auxiliou no intento. Albina ficou responsável pela pesquisa e edição dos materiais que seriam usados. Até hoje o Colégio Stocco conserva os manuais escritos por Albina Stocco que eram utilizados como materiais didáticos nas duas primeiras décadas do então denominado Curso Stocco. 

### Enfim o Curso Stocco
Em 1954 as aulas foram ministradas na Avenida Portugal, na própria casa da família Stocco, local na época ainda bastante bucólico, com natureza exuberante. Alzira e sua irmã utilizaram a garagem da sua casa como sala de aula.
	Depois de meses de estudo, os exames chegaram, eles versavam sobre Português, Aritmética, História do Brasil e Geografia segundo Portaria Ministerial da época. Havia provas escritas e orais.  
Todos os estudantes foram aprovados. Eram em média 15 candidatos por vaga foi uma alegria geral como a própria Alzira descreve em sua breve autobiografia intitulada “A Menina que Queria ser Professora.”
Após o primeiro sucesso, o Curso Stocco se consolidou e a Professora Alzira começou a ser muito procurada pelas famílias que desejavam que seus filhos e filhas também fossem bem-preparados para a Admissão. 
Em meados da década de sessenta, a sede do Curso foi transferida para a Rua Catequese, esquina com a Avenida Padre Anchieta. Neste local onde hoje encontra-se instalada a arquibancada do Colégio, havia um imóvel, cujos cômodos foram transformados em salas de aula. 

### Colégio Stocco e Escola de Educação Infantil Stoquinho
Em 1964, o exame de admissão deixou de ser necessário e paulatinamente acabou sendo abolido, mas as famílias daqueles que ainda estavam sendo preparados desejavam que os seus filhos menores acompanhassem os irmãos mais velhos e assim o Curso Stocco se desdobra em Colégio Stocco e Stoquinho. 
O Stoquinho, escola de Educação Infantil do Colégio Stocco, chega a funcionar, em seu início, na Rua Catequese onde, em 2022, começou a ser edificado o prédio do Ensino Médio.
No fim dos anos de 1960 e início da década seguinte, Oscar de Camargo Neves Júnior, esposo de Dona Alzira Stocco a incentiva a adquirir uma área de 27 mil metros quadrados na Vila Eldízia a fim de transferir a Educação Infantil que começou a ser muito procurada. Em princípio ela hesitou, mas depois reconheceu o potencial do espaço que poderia se transformar paulatinamente na recriação do próprio ambiente da sua feliz infância. 

O local pertencia a um chacareiro de nome Pedro e seria loteado. Alzira, respeitosa, adquire a chácara e mantém a memória de Pedro em uma placa e conserva sua casa como Centro de Memória.
Mais tarde alguns dos seus bisnetos estudaram e se formaram no Colégio Stocco tendo podido testemunhar o quanto Dona Alzira havia sido respeitosa, conservando a história local.
Visionária, percebeu muito cedo que Santo André estava se verticalizando e as crianças sendo confinadas nos apartamentos e desta forma visava propor as famílias delas um ambiente saudável e que poderia oferecer a elas um desenvolvimento muito mais considerável e feliz.
Com o passar dos anos o Colégio Stocco foi se expandindo e ganhando ainda mais notoriedade. Na Gestão do Prof. Nilson Alves de Souza, ainda na década de 1970, o ciclo do antigo 1º grau se completou e o Colégio passou a atender até a 8ª série, hoje 9º ano do Ensino Fundamental.
Em poucos anos o prédio escolar se tornou pequeno frente a demanda e Alzira se decidiu por expandi-lo, ampliando-o. 
A obra de ampliação não ficou pronta no tempo esperado, mas os amigos lhe estenderam a mão e o colégio funcionou por um tempo no prédio da Faculdade Senador Flaquer até que a reforma pudesse ser concluída.
A história do colégio não se separa da história pessoal da professora Alzira. Tendo recebido as chaves da cidade de Santo André e o título de cidadã honorária do munícipio, com muita honra, seus antigos alunos se perfilam e pedem a ela que repita o gesto de amorosidade de correção puxando-lhes simbolicamente as orelhas, foi uma festa memorável, assim como aquela que comemorou os 50 anos do colégio do qual Alzira desfila em carro aberto do Corpo de Bombeiros.
Figuras marcantes também fizeram parte da história do Stocco e do Stoquinho, e na escola esses ícones edificaram sua própria história e sua construção pessoal enquanto educadores. Podemos citar Elzinha Arnellas Pacheco, campeã olímpica de basquete, educadora e professora de Educação Física; Iara Balieiro Lima, ilustre professora de Português, Inglês e Francês da Cidade, hoje nome de escola, sem falar de Maria Regina Ragognette Cassique e Maria de Fátima Gongora, que como educadoras e gestoras educacionais se dedicam há mais de 50 anos ao colégio. 
Depois foi a vez da Professora Sandra de Camargo Neves Sacco contribuir com o crescimento do Colégio Stocco, filha da fundadora realizou uma gestão ousada, de largo investimento e ampliação da escola. Foi Sandra que resolve criar estrategicamente a Unidade 2 que tem como fim fazer uma ponte entre a Educação Infantil do Stoquinho e o Ensino Fundamental do Stocco. Sandra também expandiu o prédio da Unidade 3, criando o prédio onde se localiza o auditório, administrativo e outros espaços pedagógicos. 

Alzira vem a falecer em 2013 aos 94 anos. Seus sucessores, o Professor Marco Antônio Stocco de Camargo Neves e a própria Professora Sandra de Camargo Neves Sacco resolveram, cada um ao seu tempo e ao seu modo, depositar sua confiança nas Professoras Doutoras Isabel Sacco e Jozimeire Angélica Stocco Camargo Neves da Silva a gestão executiva da escola. 
Ambas, bravamente, implementam, a partir de 2016, o Projeto Inovar a fim de modernizar todos os processos da instituição.
A renovação abrangeu não só a estrutura pedagógica, mas moderniza completamente a infraestrutura física, mobiliária, tecnológica, operacional, gestão de relacionamento, marketing e comunicação do Colégio Stocco.
E para coroar essa magnânima história de sonho e ousadia, a partir de 2022 o Colégio completou o ciclo da Educação Básica e inaugurou, alicerçado nos pilares da Educação Integral, Cidadania do Mundo, Internacionalização Curricular e Aprendizado ao Longo da Vida, o Ensino Médio e atualmente segue seu curso inovando com a construção arrojada de mais uma nova unidade no Bairro Jardim que será dedicada especialmente a esse segmento de Ensino.
	Assim Alzira e Nena definiam a escola: “A escola é como um coração que bate em nós... ela vai além das suas paredes de alvenaria e de seus pisos de madeira... ela é presença física do que desejamos aos escolares, aos mestres, aos auxiliares, às famílias... os que fazem parte dela poderão amá-la e receber o nosso grande amor”.
“Ao mundo peço licença
Para atuar onde quiser!
Meu sobrenome é Competência
E meu nome é Mulher!”
- Fátima Aparecida Santos de Souza, a "Poetisa Pérola Neggra" 

## Unidades
O Colégio Stocco conta com quatro unidades: duas  unidades no Bairro Jardim, que atendem o Ensino Fundamental 1, 2 e uma exclusiva que atende o Ensino Médio e outras duas unidades, também chamado de Complexo Stoquinho, na Vila Alzira, sendo uma unidade dedicada aos anos iniciais do Ensino Fundamental 1 e outra unidade destinada para a Educação Infantil - todas na cidade de Santo André.
Unidade 1 - Stoquinho - Educação Infantil (Berçário e Infantil 1 ao 5)
Unidade 2 - Ensino Fundamental 1 (1° e 2° ano)
Unidade 3 - Ensino Fundamental 1 e 2 (1° ao 9° ano) 
Unidade 4 - Ensino Médio

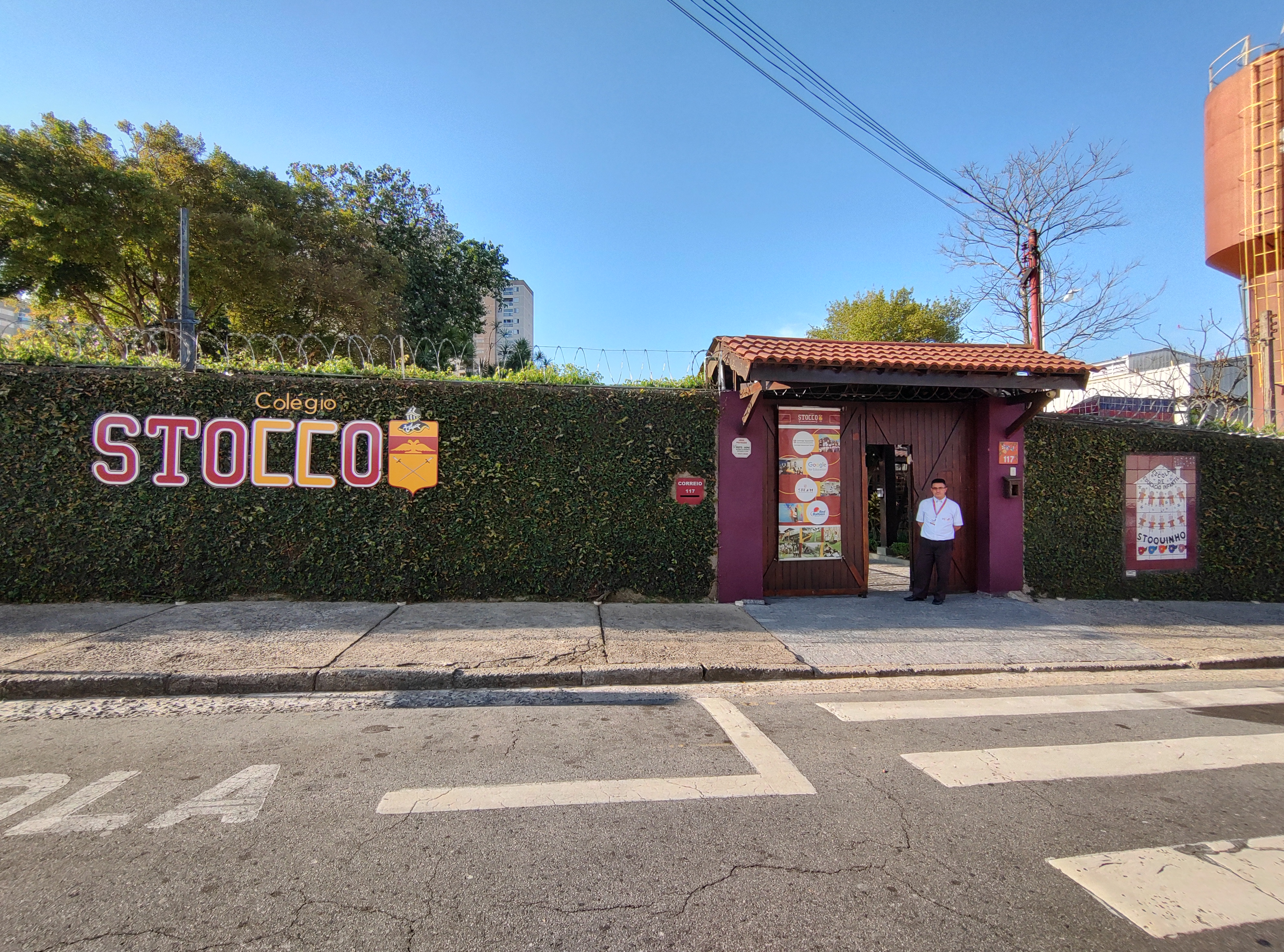
Unidade 1 - Fachada
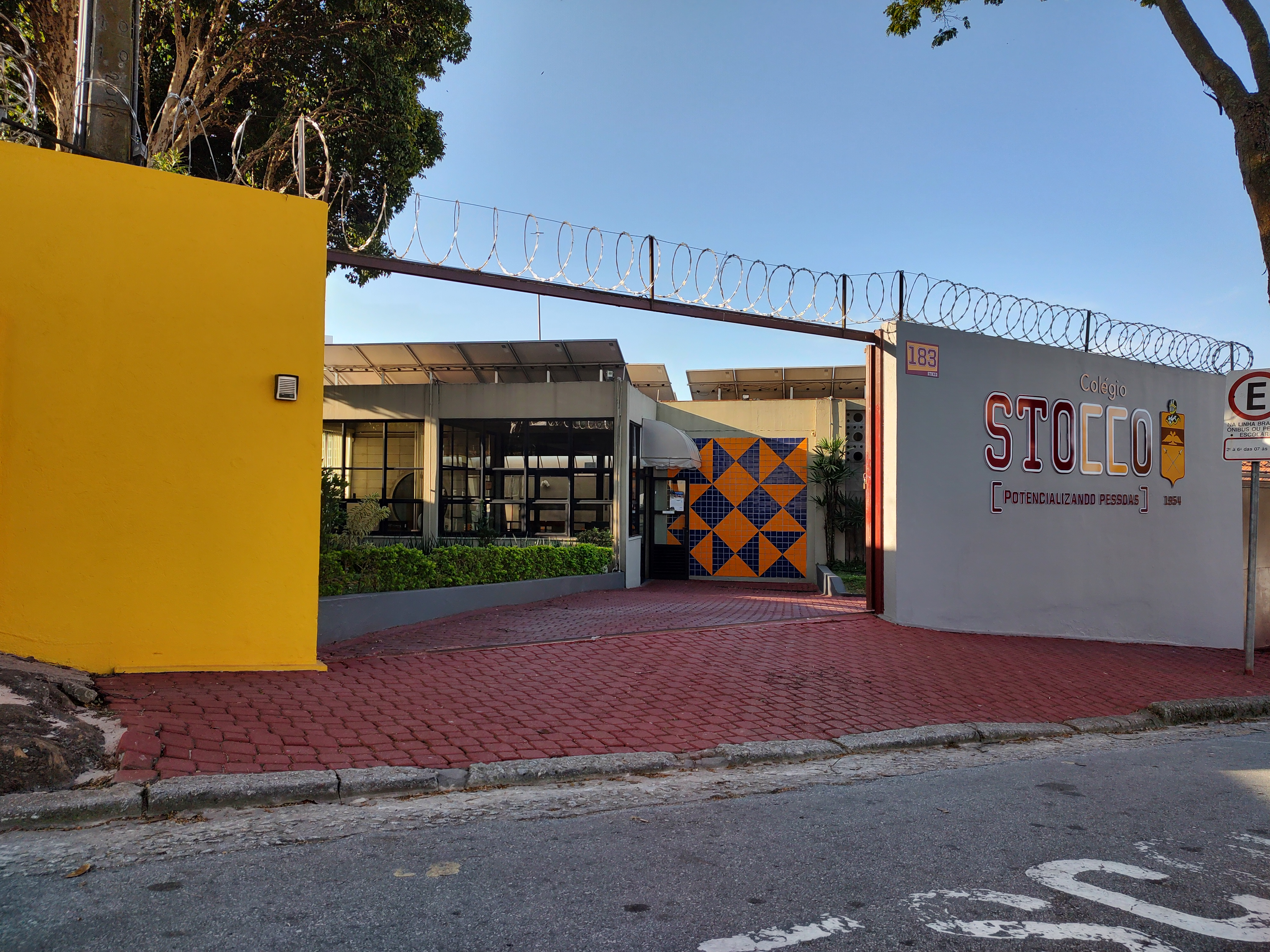
Unidade 2 - Fachada

## Stoqueiros Notórios
- Alessandro Jodar - Jornalista TV Globo[20]
- Paulo Serra - Prefeito de Santo André
- Vinicius Poit - Deputado
- Dani Calabresa - Apresentadora da TV Globo
- Vera Magalhães - Jornalista da TV Cultura
- Mariana Fanti - Jornalista
- Renato Estrella - Médico do Corinthians[21]
- Arthur Sauer - Chef de Cozinha[22]